# Family Force 5
Family Force 5, abrégé en FF5, est un groupe de crunk rock chrétien américain, originaire d'Atlanta, en Géorgie. Le groupe est formé en 1993 par les frères Solomon (Soul Glow Activatur), Joshua (Fatty), et Jacob (Crouton) Olds, et leurs deux amis, Nathan Currin (Nadaddy) et Brad Allen (20 Cent), qui est plus tard remplacé par Derek Mount (Chapstique).

## Biographie

### Débuts et The Phamily (1993–2003)
Family Force 5 est formé à Atlanta, en Géorgie. Trois des premiers membres, Solomon (AKA: Soul Glow Activatur), et les jumeaux Joshua (AKA: Fatty) et Jacob Olds (AKA: Crouton) sont fils de Jerome Olds, un musicien chrétien populaire à la fin des années 1980. Avant la création de Family Force 5, es frères étaient membres d'un « boys band » appelé The Brothers, qui sortira Fact and Reality (1994) et RPM (1995). Ces albums sont publiés chez Star Song Records, et produits par leur père,.
Entre The Brothers et Family Force 5, ils sont aussi membres d'un groupe appelé Ground Noise, qu'il considèrent comme « la mauvaise version de Third Day. » Puis les trois frères recrutent Derek Mount (AKA: Chap Stique) et Nathan « Nate » Currin (AKA: Nadaddy). Avant que le groupe ne choisisse Family Force 5, ils se surnomment The Phamily, car forcés de changer de nom pour éviter toute infraction aux droits d'auteur du groupe The Family de Prince. Une décennie plus tard, le groupe signe chez Maverick Records un contrat de distribution avant de signer chez Gotee Records pour le marché chrétien. Sous le nom de The Phamily, le groupe cherche un contrat pour distribuer aussi bien sur le marché public que sur le marché chrétien.

### Family Force 5 et succès (2004–2007)
Le 21 mars 2006, le groupe publie son premier album, Business Up Front/Party in the Back, qui comprend plusieurs singles à succès comme Love Addict et Earthquake. Ces deux chansons comme beaucoup d'autres sur l'album, se consacrent à la guitare. Leur premier album est critiqué et félicité par la presse chrétienne et non-chrétienne, respectivement, pour le peu de contenu chrétien de ses morceaux. En mars 2007, leur premier album est réédité sous le nom de Business Up Front/Party in the Back: Diamond Edition, accompagné de morceaux bonus. À cette période, Family Force 5 contribue avec le morceau Mind's Eye à la compilation Freaked! A Gotee Tribute to dc Talk's "Jesus Freak". Pour Noël, Family Force 5 enregistre Grandma une reprise de Grandma Got Run Over by a Reindeer. Puis ils sortent un single inédit, Whatcha Gonna Do with It pour l'album Hip Hope Hits: 2008.

### Dance or Die(2008–2009)
En juin 2008, le groupe publie l'EP Dance or Die qui contient trois morceaux de l'album Dance or Die. Le 19 août 2008, l'album est axé plus dance et musique électronique que Business Up Front/Party in the Back avec moins de guitare. L'album est bien accueilli dans World Magazine. Dance or Die compte 17 000 exemplaires vendus la première semaine, et débute 30e du  Billboard 200. À la fin janvier, l'album compte plus de 50 000 ventes, et durant 2009, le groupe embarque pour la tournée AP entre mars et mai en soutien à l'album et en tête d'affiche aux États-Unis. En décembre 2008, le groupe remporte les catégories Best Christian Rock Artist, Best Crunk Rock/Rap Artist et Best Rock Album pour l'album Dance or Die aux Rock on Request Awards
En mai 2009, le groupe début l'album remix de Dance or Die, intitulé Dance or Die with a Vengeance. Il comprend des remixes de The Secret Handshake, 3OH!3, Danger Radio, Jasen Rauch de Red, Matt Thiessen de Relient K, David Crowder de David Crowder Band, et Alex Suarez de Cobra Starship, entre autres. L'album atteint la 180e place du Billboard 200. Le 5 septembre, le groupe révèle un nouveau morceau, Keep the Party Alive inclus dans l'EP Keep the Party Alive. Il comprend trois morceaux issus de Dance or Die with a Vengeance, deux issus de Dance or Die, et deux clips.
Le 6 octobre 2009, le groupe sort l'album spécial Noël Family Force 5 Christmas Pageant, qui comprend dix morceaux et une reprise de My Favorite Things.
À la mi-novembre 2009, le groupe effectue la tournée Christmas Pageant Tour. Ils jouent avec House of Heroes, Remedy Drive, et All Left Out. Le 30 novembre, le chanteur de Soul Glow Activatur annonce sur Twitter que Joshua (Fatty) a été admis à l'hôpital pour une greffe de rein après que sa santé se soit détériorée.

### IIIetIII.V(2010–2012)
En janvier 2010, le groupe tourne en Australie et en Nouvelle-Zélande, pendant le Parachute Music Festival,. En février 2010, ils tournent avec Cobra Starship au Royaume-Uni. En mars et avril 2010, ils participent au Rock and Worship Roadshow avec Mercy Me, David Crowder Band, Francesca Battistelli, Fee, et Remedy Drive,. En décembre 2010, le groupe effectue une autre tournée Christmas Pageant Tour avec Forever the Sickest Kids.
Le groupe confirme un troisième album pour la mi-2010. Ils l'annoncent dans un esprit plus crunk rock et « rock-and-roll » dans la veine de Business Up Front/Party in the Back. Le groupe publie l'EP III le 15 avril 2011. Lors d'un entretien avec JesusFreakHideout.com, le guitariste Chap Stique explique que ce nouvel album est aussi appelé III. L'album est publié le 18 octobre 2011. Ils effectuent ensuite une tournée baptisée Tourantula, qui commence du 15 avril au 15 mai.
La tournée 2012 du groupe est baptisée Rise Up. Une version longue de l'album III intitulée III.V est annoncée en avril 2012. III.V est un EP de six tires, publié le 22 mai 2012.

### Reanimated(2012–2014)
Dès novembre 2012, Soul Glow Activatur commence à animer une émission radio intitulée Phenomenon pour la chaine de radio chrétienne NGEN Radio. Le 25 février 2013, le groupe poste plusieurs photos de lui en studio avec Tommy Lee, ce qui confirme un nouvel album à venir,.
Le 3 mai 2013, le groupe publie le clip Chainsaw, réalisé par Tessa Violet, qui comprend un verset du rappeur chrétien Tedashii et sa sortie en tant que single en téléchargement payant,. En septembre 2013, le groupe annonce officiellement que Soul Glow, (Solomon Olds - le chanteur principal) quitte le groupe. C'est alors Crouton (Jacob Olds - le batteur) qui devient la voix principale. Le groupe est alors rejoint par Teddy Boldt (Hollywood - le nouveau batteur).

### Time Stands StilletAudiotorium(depuis 2014)
Le 30 avril 2014, le groupe annonce sa signature chez Word Entertainment poir un quatrième album. Le 23 mai 2014, Family Force 5 publie le clip du single BZRK'.
Le 3 mai 2017, le guitariste Derek Mount (aka Chapstique) annonce son départ. En avril 2017, Family Force 5 annonce son cinquième album, Audiotorium, qui est presque achevé.

## Membres

### Membres actuels
- Jacob « Crouton » Olds – chant (depuis 2013), batterie (2004–2013)
- Joshua « Fatty/Phatty » Olds – basse, chant (depuis 2004)
- Teddy « Hollywood » Boldt – batterie (depuis 2013)

### Anciens membres
- Nathan « Nadaddy » Currin – synthétiseur, chant, percussions (2004–2017)
- Solomon « Soul Glow Activatur » Olds – chant, guitare rythmique (2004–2013)
- Derek « Chap Stique » Mount – guitare solo, chant (2005–2017)
- Brad « 20 Cent » Allen - guitare solo (2004–2005)

## Discographie

### Albums studio
- 2006 - Business Up Front/Party in the Back
- 2007 - Business Up Front/Party in the Back: Diamond Edition
- 2009 - Dance or Die with a Vengeance (album remix)
- 2014 - Time Stands Still

### EP
- 2004 - The Phamily
- 2005 - Family Force 5
- 2008 - Dance or Die
- 2009 - Keep the Party Alive
- 2011 - III